# ويليام بي. كوستاس
ويليام بي. كوستاس هو سياسي أمريكي، ولد في 18 يونيو 1927، وتوفي في 23 يوليو 2013. انتخب عضو مجلس ولاية إنديانا ‏.